# Johan Bergman (arkeolog)
Johan Bergman (i riksdagen kallad Bergman i Stockholm), född 6 februari 1864 i Tydje socken i Älvsborgs län, död 18 augusti 1951 i Stockholm, var en svensk professor i arkeologi och politiker (folkpartist). Han var far till Sten Bergman och Gösta Bergman samt morfar till Carl Olof Tamm. 

## Biografi
Johan Bergman, som kom från en bondefamilj, blev filosofie doktor vid Uppsala universitet 1889 på en avhandling i latin. Han studerade även arkeologi i Grekland och Italien 1895–1896. År 1891 grundade han Djursholms samskola, vars rektor han var 1891–1892, för att därefter vara läroverkslärare i Vänersborg 1892–1896, Norrköping 1896–1901, samt lektor vid Stockholms högskola 1901–1919 och 1922–129. Åren 1908–1929 var han lärare vid Stockholms södra latinläroverk. Åren 1919–1923 var han professor i latin och klassisk arkeologi vid universitetet i Dorpat. Han fick professors namn i Sverige 1930. 
Bergman var riksdagsledamot i första kammaren för Värmlands läns valkrets 1918–1919 samt 1923–1941. I riksdagen tillhörde han Frisinnade landsföreningens riksdagsgrupp Liberala samlingspartiet, efter den liberala partisplittringen Frisinnade folkpartiet, och från 1935 det återförenade Folkpartiet. I riksdagen var han bland annat vice ordförande i första kammarens första tillfälliga utskott vid lagtima riksmötet 1919 samt ledamot i bevillningsutskottet 1925–1933. Han var även ordförande i riksdagens nykterhetsgrupp 1933–1941. Som riksdagsledamot var han särskilt engagerad i alkoholpolitik samt i utbildningsfrågor. 
Johan Bergman var en av sin tids främsta företrädare för nykterhetsrörelsen; han var en av stiftarna av Sveriges studerande ungdoms helnykterhetsförbund 1888, blev 1911 superintendent för världslogen av Godtemplarorden och var 1907–1937 styrelseordförande i den Lausannebaserade Internationella byrån mot alkoholism. Han utgav också ett stort antal nykterhetspolitiska skrifter. 1927 deltog han i skapandet av den europeiska utbildningsreformen i Nationernas Förbund, som föreslogs av den Internationella ententen för radikala och liknande demokratiska partier.
Tillsammans med Emil Svensén författade Johan Bergman även en omfångsrik världshistoria på svenska i åtta band; Världshistorien berättad för svenska folket, (1901–1907). Han översatte också bland annat Rousseaus Émile eller om uppfostran och medeltida latindiktning.

### Familj
Johan Bergman var son till hemmansägare Nils Andersson och Sofia Andersson, född Engelbrektsdotter. Han gifte sig 1891 med lärarinnan Kerstin Henriksson, dotter till John Henriksson och Kristina Henriksson, född Andersson.